# Saison 6 de Notre belle famille
Cet article présente la saison 6 de la série américaine Notre belle famille.

## Distribution[1]
- Patrick Duffy (Frank Lambert)
- Suzanne Somers (Carol Foster Lambert)
- Staci Keanan (Dana Foster)
- Brandon Call (John Thomas Lambert)
- Angela Watson (Karen Foster)
- Christine Lakin (Alicia Lambert)
- Christopher Castile (Mark Foster)
- Josh Byrne (Brendan Lambert)
- Jason Marsden (Rich Halike)
- Bronson Pinchot (Jean-Luc Rieupeyroux)
- Alexandra Adi (Samantha Milano)

## Épisodes
La saison comporte 24 épisodes.
1. Bonjour Jean-Luc (Bonjour Jean-Luc)
Carol présente à Frank Jean-Luc un camarade coiffeur qu'elle a retrouvé en vacances. Pendant ce temps, JT tente d'apprendre à draguer.
2. Amour fou (Crazy Love)
Dana donne des cours particuliers à Rich et finit par s'éprendre de lui. Frank et Carol tentent de s'éloigner de Jean-Luc dont c'est l'anniversaire.
3. Tant qu'il y aura des femmes (Walk Like a Man)
Voyant que Mark refuse qu'elle vienne le regarder jouer au basket-ball, Carol décide d'y aller déguisée. De son côté, Rich sort seul afin de prouver à JT qu'il ne dépend pas de Dana.
4. Ça va décoiffer ! (Shear Madness)
Jean-Luc doit couper les cheveux d'Hillary Clinton. Mais il est si nerveux qu'il va décider de renoncer. Pendant ce temps, Frank tente d'arranger un rendez-vous pour Al.
5. Drôle de jeu (The Kissing Game)
Carol tente d'arranger un rendez-vous à Jean-Luc pendant que les enfants utilisent le salon de coiffure comme lieu de planque.
6. Vidéo mensonges (Sex, Lies and Videotape)
Mark loue des vidéos pornographiques mais Frank le découvre. Jean-Luc informe JT qu'une fille est en train de l'utiliser pour obtenir la nationalité Américaine.
7. Émancipation (Road Trip)
JT, Dana et Rich fuient au Mexique. Frank finit par le découvrir alors que Carol apprend à Jean-Luc l'art de conduire.
8. Le Festival rock (Just Say Maybe)
Lors d'un festival rock, Al est tentée de fumer. Jean-Luc est très mal à l'aise quand une amie de Carol, dont le mari est souvent absent, veut le draguer.
9. Franchir le pas (She's the One)
Karen veut se lancer dans la musique. JT a rencontré une femme qui lui plaît mais est trop effrayé pour l'aborder.
10. Suprême aveu (The "L" Word)
JT et Rich découvrent qu'un de leurs vieux copains de fac sera présent à une soirée où Dana se rend. Frank et Jean-Luc partent en camping et se font passer pour des médecins accoucheurs pour ne pas être dérangés lors de leur séjour mais un voisin vient les solliciter.
11. Liberté chérie (Independence Day)
JT souhaite s'émanciper mais il réalise que cela est plus dur qu'il ne le croyait. Carol veut passer une soirée féminine.
12. Monde cruel (Reality Bites)
JT et Rich cohabitent mais se font expulser. Jean-Luc gâte trop Lily et Carol compte savoir pourquoi.
13. Comme le temps passe (Locket Man)
Frank traverse une crise de la quarantaine abominable. Rich offre à Dana un cadeau d'une de ses ex.
14. Far West nous voilà ! (How the West Was Won)
Frank rêve qu'il est le shérif chargé de se débarrasser de Jean-Luc dans une ville du Far-West.
15. L'Anniversaire de Lilly (Absolutely Fabio)
Dana et Rich surveillent l'anniversaire de Lily pendant que Jean-Luc doit couper les cheveux d'un mannequin.
16. Mark est sur un coup (Loose Lips)
Mark se voit proposer de sortir avec la plus jolie fille du lycée. Pendant ce temps, Karen se fait refaire les lèvres.
17. Un rendez-vous très important (The Big Date)
Al rencontre sur internet un homme victime de son poids pendant que JT et Rich sont épiés par Carol.
18. Le Choc des futurs (Future Shock)
Alors que Rich et Dana entrevoient leurs futurs, Frank et Jean-Luc s'enivrent et fabriquent un portique de jardin pour Lily.
19. Le Défi (Show Me the Money)
Frank et un de ses amis défient Carol et Jean-Luc au bowling. JT et Rich s'improvisent les agents artistiques de Karen;
20. Beaucoup de bruit pour rien (It Didn't Happen One Night)
Rich et Frank essaient d'impressionner leurs femmes. Al est victime d'une rumeur au lycée.
21. Un homme, un vrai (Macho Man)
JT doute de sa masculinité quand Sam le défend. Jean-Luc est terrorisé à l'idée de se faire vacciner.
22. Jalousie, quand tu nous tiens (Ain't Misbehavin)
JT souffre quand il apprend que le colocataire de Sam sera un garçon. Carol se fait sans cesse emprunter de l'argent par Jean-Luc qui refuse de lui rendre.
23. Faits quotidiens (The Facts of Life)
Lily parle à ses amis de la vie. Jean-Luc entraîne JT et Rich sur les chemins des paris.
24. Recyclage (Talking Trash)
C'est l'anniversaire de Carol et Frank lui achète un cadeau inutile. Rich veut prouver à Dana que la créativité est meilleure que les autres chemins.